# 共同被告同志に告ぐる書

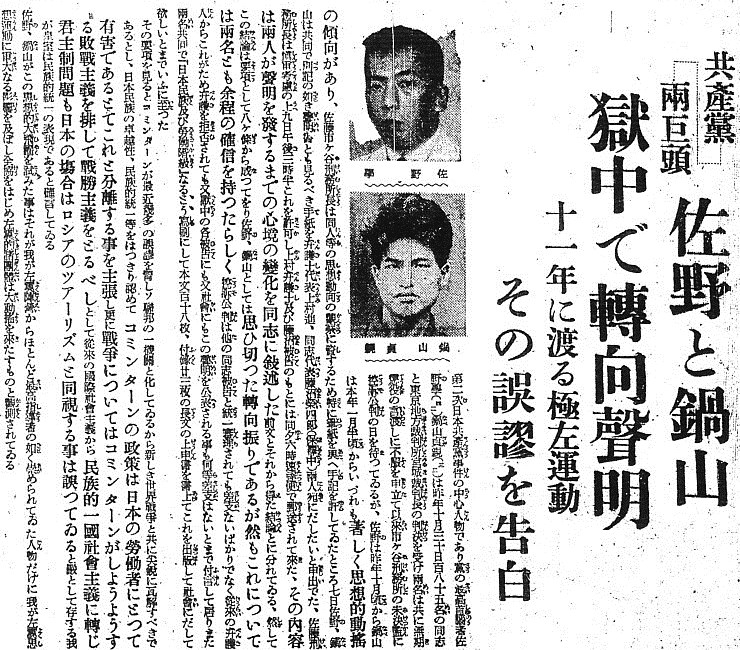
佐野と鍋山の転向を報じた東京朝日新聞の記事（1933年6月10日）

共同被告同志に告ぐる書（きょうどうひこくどうしにつぐるしょ）とは、1933年6月10日に日本共産党幹部の佐野学と鍋山貞親が公表した左翼労働運動の方針に関する転向宣言。俗に「佐野・鍋山転向声明」・「転向声明」という。

## 概要
日本共産党幹部の佐野学と鍋山貞親は、1929年の党弾圧に伴い治安維持法違反で検挙・起訴された。その後の裁判では他の党幹部と「獄中中央委員会(仮称)を結成、党再建と戦争危機への対処を目指して公判闘争を繰り広げた。しかし、1932年10月の第一審判決は二人とも無期懲役であった。佐野から鍋山に重大な話がもちかけられたのは翌年一月末のことである。
二人は、これまで貫いてきた君主制廃止のスローガンが、日本においてはむしろ"左翼労働者運動"の妨げとなると判断する。 当時、全国の左派共産党員は、ソ連国内安定を優先し、戦争回避(実質革命の棚上げ)姿勢をとるコミンテルンの方針に既に辟易していた。
教育現場やマスコミの努力を通じ、日本共産党同志の運動への情熱がまさに最高潮に至らんとしているにも拘らず、コミンテルンの妨害により、日本共産党が革命に後ろ向きな姿勢をとらされる状況に業を煮やした二人は、コミンテルンの束縛下にある日本共産党と決別し、日本独自の果断なる革命を実行していく決意を固めるべく議論を交わした。
議論を通じて両者の見解は｢日本独自の汎アジア(大東亜)一国社会主義革命を成し遂げることにより世界社会主義革命につなげる」で一致し、1933年6月10日、この議論を纏める形で『共同被告同志に告ぐる書』と題する声明書を公表した。この声明書は、『文藝春秋』と『改造』の同年7月号に全文掲載された。
〈日本民族が古代より現代に至るまで、人類社会の発達段階を順当に充実的に且つ外敵による中断なしに経過してきたことは、我々の民族の異常に強い内的発展力を証明している。〉
〈また日本民族が一度たりとも他民族の奴隷たりし経験なく、終始、独立不羈の生活をしてきたことの意義は甚だ大きいのである。之によって培われた異常に強固な民族的親和統一と国家秩序的生活の経験とは、内面的に相関連して、日本の歴史上に生起した数次の階級勢力交替の過程を、他の、異民族的支配と経済的搾取と政治的圧伏とが錯綜せる国々に見られる如き、階級闘争の原始的な、絶望的な、惨烈な過程とは著しく異ならしめている。〉
〈この歴史的に蓄積された経験は、今日の発達した文化と相俟ち新時代の代表階級たる労働階級が社会主義への道を日本的に、独創的に、個性的に、且つ極めて秩序的に開拓するを可能ならしめるであろう。〉
この声明書の効果は絶大で、一ヶ月もしないうちに幹部の高橋貞樹・三田村四郎・中尾勝男が転向を表明。次いで風間丈吉・田中清玄も転向、さらに学者の河上肇も転向宣言をし、以降雪崩を打ったかのように転向が相次いだ。
一方、徳田球一、国領伍一郎、杉浦啓一、志賀義雄の4人は異口同音に「佐野、鍋山君の今回の態度は明らかに間違っている」と反対の意思を表明。裁判の分離を求めた。
戦前、対中・対米英開戦を支持して近衛政権の新体制運動を主導し、戦後日教組など左派労組を組織し、日本社会党を結成したメンバーは、これら転向組である。

## 要旨
- 本来世界戦争革命を目指して、これまで多くの輝かしい仕事をしてきたコミンテルンが、1920年代末以後、ソ連邦の国策遂行機関としての傾向を強め、戦争回避を各国共産党同志に要求し、革命を完全に棚上げしている。
- コミンテルンは日本の特殊性を根底的に研究せず、日本において君主制反対闘争が渦巻いているとか反戦的運動が激化しているという捏造された虚構に基づいて、日本は、社会主義革命の前に天皇制廃止(ブルジョア革命)に専念すべきと32年テーゼを決定した。
- 天皇制は複雑であり、これまで誰もが強いて触れようとはしなかったというのが日本の特殊事情である。
- われわれ(日本共産党)がコミンテルン決議に事々に無条件服従を求められ創意の奔放を妨げていることが我が労働運動(社会主義革命)の一大不幸となった。
- 日本共産党指導者の多くは最も誠実優秀であり、党の方向が歪んだのは党指導者に原因があるのではなく、コミンテルンの変質により、党自体がプロレタリア前衛(指導的革命家)の結合でいられなくなったことが根本問題である。
- 日本民族が、労働階級の開放(社会主義革命)を他の民族よりもより良く成し遂げる能力を豊富に持っており、世界屈指の指導的役割を担うことができる。それは、イ、強固な民族的統一とこれを表現する国家と君主制、ロ・社会的生活の内部的緊密、ハ・家族の社会細胞的役割、二・労働者の優れた生産性、ホ・東洋文明の精神の蓄積による。
- 日本の左翼的労働者運動(社会主義革命)は、党にしろ組合にしろコミンテルンの諸関係から断然分離し、新たなる基準においてラジカルに再編成されねばならない。